# 内野儀
内野 儀（うちの ただし、1957年10月22日 - ）は、日本の演劇研究者、学習院女子大学国際文化交流学部日本文化学科教授。アメリカ演劇専攻。

## 人物
京都府生まれ。ユージン・オニールからパフォーミング・アーツに至る20世紀米国演劇が専門だが、AICT国際演劇評論家協会日本センター事務局長、『シアターアーツ』編集委員を務め（現在はAICT国際演劇評論家協会日本センターから退会）、野田秀樹にインタビューするなど、小劇場以降の日本演劇にも造詣が深い。

## 略歴
広島学院高等学校卒、1981年東京大学文学部英文科卒業、84年同大学院博士課程中退、岡山大学専任講師。1986－1987年、ニューヨーク大学留学。1991年明治大学助教授、1992年東京大学教養学部助教授、2006年教授。2017年4月より学習院女子大学国際文化交流学部日本文化学科教授。
博士（学術）（東京大学、2002年）学位論文「メロドラマからパフォーマンスへ : 20世紀アメリカ演劇論」

## 著書
- 『メロドラマの逆襲 「私演劇」の80年代』勁草書房 1996
- 『メロドラマからパフォーマンスへ 20世紀アメリカ演劇論』東京大学出版会 2001
- Crucible Bodies: Postwar Japanese Performance from Brecht to the New Millennium、Palgrave Macmillan, 2009
- 『「J演劇」の場所 トランスナショナルな移動性へ』東京大学出版会 2016

### 共著
- 「英語5」 佐藤良明 放送大学教育振興会 1997
- 「英語中級B 2006」 河合祥一郎,大石和欣 放送大学教育振興会, 2006

### 翻訳
- ジョン・リッグズ『名車を眠らせた男』集英社文庫、1989
- アンナ・ポーター『柩の囁き』二見書房・文庫、1992
- レイン・ヒース『鉄の翼の騎士』早川書房、1993
- ブルース・マカリスター『ドリーム・ベイビー』ハヤカワ文庫、1995
- ビアンカ・タム『阿片茶』集英社、1995
- スティーヴン・バーバー『アントナン・アルトー伝 打撃と破砕』白水社、1996
- ロビン・ガーディナー、ダン・ヴァンダー・ヴァット『タイタニックは沈められた』集英社、1996
- シンクレア・ルイス『ドクターアロースミス』小学館、1997
- ロビン・ガーディナー『なぜタイタニックは沈められたのか』集英社、2003